# Лесная (Могилёвская область)
Лесна́я (бел. Лясная) — агрогородок в составе Лопатичского сельсовета Славгородского района Могилёвской области Белоруссии. Лесная расположена в 1,5 километрах от автодороги Могилёв — Славгород (Р71).

## История
Название деревни произошло от названия реки Леснянки (бел. Ляснянка), сейчас ручей. В 1670 году упоминается как фольварк в Оршанском повете ВКЛ. В 1675 году упоминается как деревня во владении Войтеха Серафиновича.
28 сентября 1708 года во время Северной войны вблизи деревни русские войска под командованием Петра I разбили шведский корпус генерала Адама Левенгаупта. Тем самым были сорваны планы похода шведского короля Карла XII на Москву. Пётр I назвал эту победу «матерью Полтавской победы». Погибшие были похоронены на деревенском кладбище, где солдатами была построена небольшая деревянная церковь Рождества Богородицы (не сохранилась).
В 1783 году деревня входила в состав имения пана Цехановецкого Быховского повета Могилёвской губернии. В 1884 году деревня насчитывала 41 двор, в том числе 2 столярных и 6 бондарных дворов, проживало 172 жителя. В период Столыпинской аграрной реформы много жителей деревни переселилось в Сибирь.
В 1908 году в ознаменование 200-летнего юбилея победы при Лесной царское правительство приняло решение увековечить место гибели русских воинов. На пожертвования граждан в деревне был сооружён памятник в виде скалы, на вершине которой расположен бронзовый орёл, стоящий на поверженном шведском знамени (скульптор Артемий Обер), также был установлен гранитный памятник на братской могиле, расположенной на сельском кладбище. Одновременно был заложен каменный храм-памятник. Храм был построен в русском стиле, его открытие состоялось 12 июля 1912 года в день праздника Святого Петра. Церковь действовала до 1930 года, затем здание было передано на баланс местного колхоза и использовалось как склад. В 1913 году действовала школа.

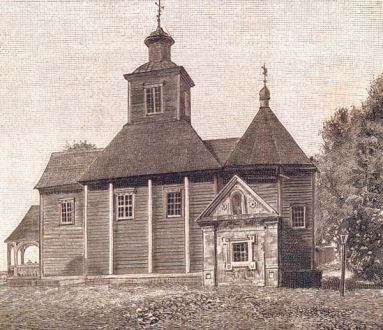
Деревянная церковь Рождества Богородицы (гравюра, 1899)

В период Великой Отечественной войны деревня была полностью сожжена, после освобождения восстановлена. Во время освобождения деревни погибло 780 советских солдат. В 1956 году в Лесной было 100 дворов.
В ознаменование 250-й годовщины победы над шведами 12 октября 1958 года в здании бывшего храма был открыт музей истории Битвы при Лесной. В экспозиции музея было представлено более 250 экспонатов. В 1990-е годы музей был закрыт, экспонаты вывезены в Могилёвский краеведческий музей. Здание церкви было передано православной общине и освящено как Свято-Петро-Павловская церковь. В 2008 году была произведена реконструкция храма и памятников.
В 1986 году Славгородский район был сильно загрязнён в результате аварии на Чернобыльской АЭС.
В соответствии с Государственной программой возрождения и развития села в 2008 году на базе деревни Лесная был образован агрогородок Лесная. В настоящий момент в Лесной имеется: начальная школа/сад, дом культуры, библиотека-музей, сельская врачебная амбулатория, магазин, комплексно-приёмный пункт, отделение связи, физкультурно-спортивный комплекс.
5 октября 2008 года в Лесной прошли мероприятия, посвящённые 300-летию битвы.

## Памятные места и достопримечательности
- Памятник победе в Битве при Лесной (1908) —  Историко-культурная ценность Республики Беларусь, шифр 511Д000532
- Памятник на братской могиле русских солдат (1908) —  Историко-культурная ценность Республики Беларусь, шифр 513Д000534
- Свято-Петропавловская часовня (1908—1912) —  Историко-культурная ценность Республики Беларусь, шифр 511Д000531
- Святой источник

## Галерея

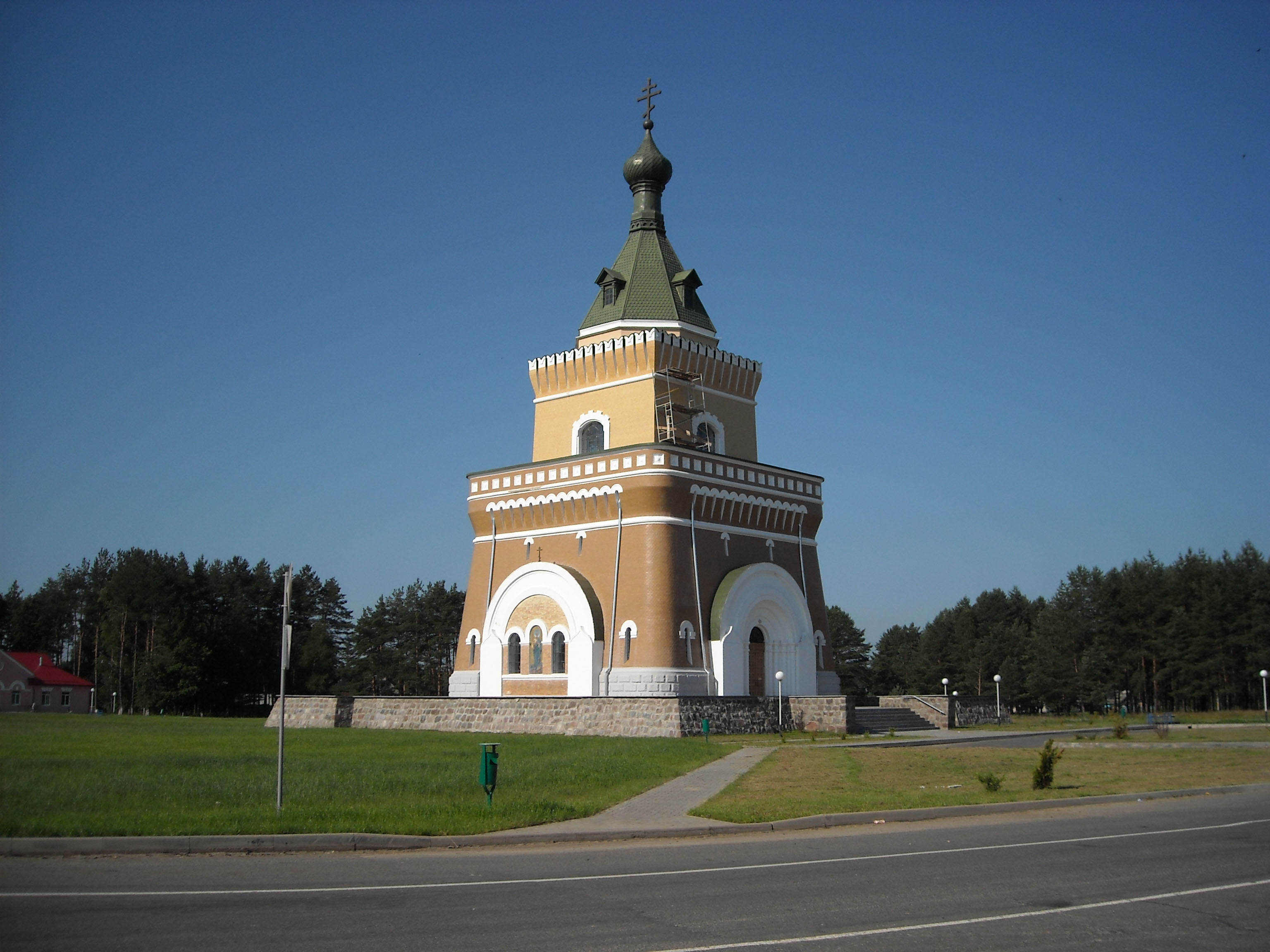
Свято-Петропавловская часовня
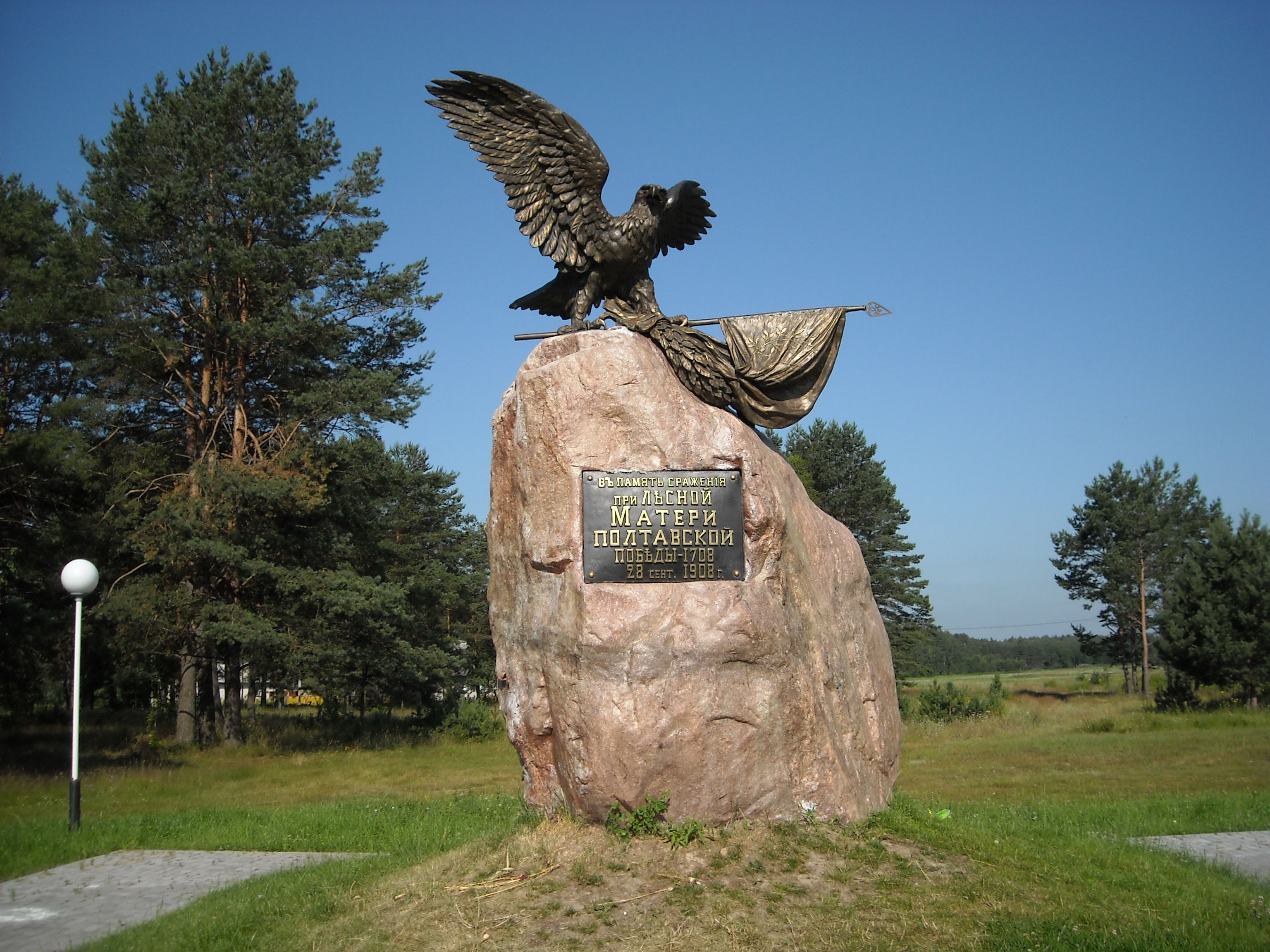
Памятник победе в Битве при Лесной (1908)
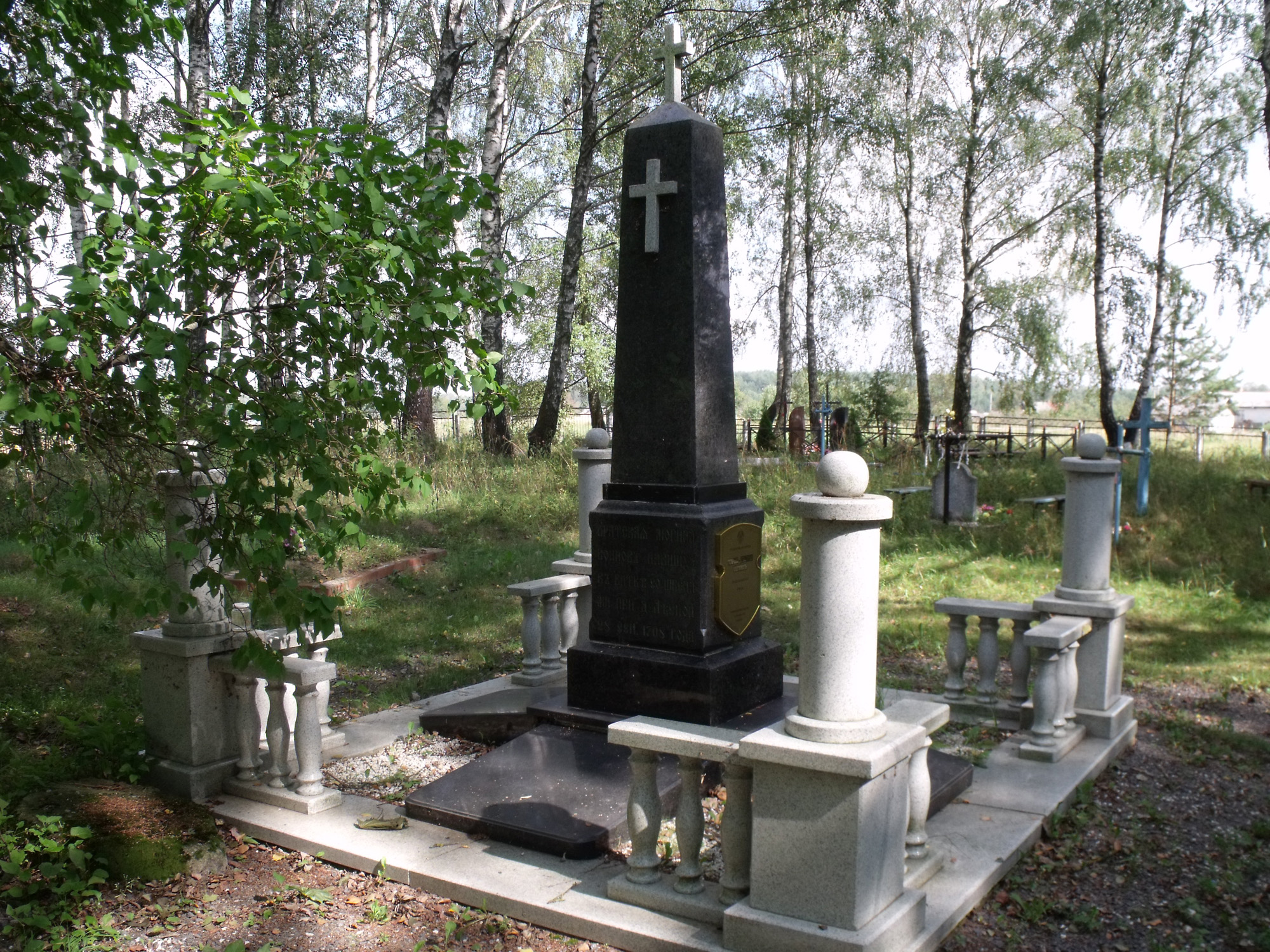
Памятник на братской могиле (1908)
Свято-Петро-Павловская часовня на гербе Славгорода